# .mk
.mk és el domini de primer nivell territorial (ccTLD) de Macedònia del Nord. L'administra la Xarxa de Recerca Acadèmica de Macedònia (MARNET).
Dominis disponibles:
- .mk
- .com.mk
- .org.mk
- .net.mk
- .edu.mk
- .gov.mk
- .inf.mk
- .name.mk
- .pro.mk

## Domini enciríl·lic
El novembre de 2012, MARNet va anunciar que planejava d'introduir un domini nacional en ciríl·lic. A més, l'agència va començar el procés de recollida de propostes dels ciutadans macedonis sobre quin nom de domini se sol·licitaria de registrar oficialment. La convocatòria es va fer entre el 19 de novembre de 2012 i el 3 de desembre del mateix any. El domini en ciríl·lic havia de contenir les lletres del nom del país.
El tres de desembre, MARNet va escollir sis propostes (.мкд, .мак, .македонија, .рмкд, .рм and .рмак). En aquesta segona fase del procés, els ciutadans macedonis podien votar el domini definitiu. Es van comptabilitzar 2.288 vots i es van anunciar els resultats finals al web oficial de MARNet.
| Domini      | vots  | %  |
| ----------- | ----- | -- |
| .мкд        | 1.670 | 73 |
| .мак        | 324   | 14 |
| .рм         | 155   | 7  |
| .македонија | 122   | 5  |
| .рмкд       | 10    | 0  |
| .рмак       | 7     | 0  |

El domini ciríl·lic .мкд es va aprovar i registrar oficialment el 20 de març de 2014. El registre de noms es va obrir el 14 de gener de 2015.